# Економски факултет Свеучилишта у Загребу
Економски факултет у Загребу је факултет у Загребу, чини део Свеучилишта у Загребу.

## Историјат
Зачетком данашњег Економског факултета сматра се Висока школа за трговину и промет у Загребу, која је с радом почела 1920. године. Сврха је оснивања Високе школе за трговину и промет била пружање темељитог теоријског образовања у подручјима банкарства, домаће и међународне трговине, промета, конзуларне службе, осигурања. Такође, овдје су се обучавали кандидати за наставнике у вишим трговачким школама, односно трговачким академијама, а настава је трајала 6 семестара.
Године 1925, на иницијативу тадашњега министра просвјете Стјепана Радића, ова установа постаје Економско-комерцијална висока школа. Након Другога свјетског рата, Уредбом Владе НР Хрватске од 4. априла 1947, из те школе године настаје Економски факултет. У Загребу је 1956. године основана и Висока привредна школа с двогодишњим студијем и наставним планом прилагођеним одраслим полазницима с искуством у привредној пракси.
Године 1968. Економски факултет и Висока привредна школа уједињују се у Факултет економских наука. Након 14 година, 1982, интегришу се Факултет економских наука и Факултет за вањску трговину у Економски факултет — Загреб.
Економски факултет у Загребу још од својих почетака налази се на адреси Кенедијев трг 6. Осим тога, факултет дјелује и у удаљеним центрима у Вараждину, Копривници и Бјеловару, а године 2011. отворено је и неколико нових предавачких дворана у Загребу на локацији Боронгајског кампуса. Локација на Кенедијеву тргу врло је добро саобраћајно повезана с остатком града. У непосредној близини налази се трамвајска станица Светице, која линијама 1 и 17 повезује факултет с Тргом бана Јосипа Јелачића те линијом 9 с Главним жељезничким колодвором. Обје локације удаљене су 15-ак минута вожње.

## Техничка обележја објекта
Главни објекат у којем факултет дјелује грађен је у неколико наврата, а посљедњи пут проширен је 1987. године. Укупна корисна површина објекта износи око 30.000 квадрантих метара. Осим објекта, у непосредној околини налазе се и зелена површина/башта те отворено и затворено паркиралиште. Објекат обилује разним садржајима – има 42 предавачке дворане (главна, Конгресна дворана, има капацитет 600 сједећих мјеста), 2 студентске мензе, кафе бар, ресторан за професоре и особље, спортску дворану с монтажним трибинама за 1.200 гледалаца, куглану, теретану, учионицу, рачуналну учионицу, библиотечно-документационии центар, скриптарницу, киоск, 160 кабинета за наставно особље те седам апартмана који служе за смјештај званичних  гостију.

## Образовна и истраживачка дјелатност
Економски факултет у Загребу у свом образовном склопу има 17 катедри, које су (абецедним редом):
Демографија, Економска теорија, Економика предузећа, Информатика, Финансије, Макроекономија и привредни развој, Маркетинг, Математика, Међународна економија, Организација и менаџмент, Право, Рачуноводство, Статистика, Трговина, Туризам, Пословни страни језици те Тјелесна и здравствена култура.
Од образовних студија постоје:
- преддипломски стручни студији
- преддипломски студији
- дипломски студији
- послиједипломски студији (докторски студији)

Студирање је осим на хрватском омогућено и на енглеском језику.
Осим образовне, Економски факултет у Загребу врши и истраживачку дјелатност. Професори и стручно особље укључени су у рад на бројиним студијама и пројектима, од којих је део од изнимне важности јер их наручују државна министарства.

## Међународна сурадња
Међународна сарадња с другим универзитетима веома је развијена. Факултет има билатералне споразуме и институционална партнерства с високообразовним установама широм Европе, које налазе се у следећим градовима (азбучним редом): Беч, Будимпешта, Каунас, Лисабон, Минхен, Нотингем, Скопље, те Улм. Осим навденога, факултет је члан још бројних међународних пројеката те потписник бројних краткорочних споразма о сарадњи с многим другим европским образовним установама.

## Занимљивости о дјелатности факултета

### Часописи
На факултету излази шест часописа:
- Пословна изврсност
- Тржиште
- Зборник Економског факултета у Загребу
- ЗИРЕБ
- Менаџер (студентски лист)